# Telenovela
Telenovela je tip televizijske serije, priljubljen predvsem v Jugovzhodni Aziji, Latinski Ameriki, na Portugalskem in v Španiji. Beseda je sestavljena iz tele (televizija) in novela (roman). Uporablja se tudi izraz dramska nadaljevanka.
Za prvo telenovelo predvajano v Sloveniji velja brazilska Sužnja Isaura (portugalsko Escrava Isaura) iz leta 1976, na TV Ljubljana predvajana v osemdesetih letih 20. stoletja, za najuspešnejšo telenovelo v Sloveniji pa mehiška Esmeralda iz 1997.